# Paravachonium superbum
Paravachonium superbum är en spindeldjursart som beskrevs av William B. Muchmore 1972. Paravachonium superbum ingår i släktet Paravachonium och familjen Bochicidae. Inga underarter finns listade i Catalogue of Life.